# Jit-Kasem Sibunruang
Jit-Kasem Sibunruang (thai : สีบุญเรือง), née à Bangkok en 1915 et décédée en décembre 2011, est une écrivaine thaïlandaise et professeure de français.
C'est la première Thaïlandaise, en 1954, à obtenir un doctorat en lettres à l'université de Paris.
Elle est connue pour ses traductions, ou plus exactement ses adaptations, de contes et légendes de Thaïlande qu'elle a patiemment collectés puis publiés en langue siamoise, française et anglaise.
Sa version de la légende épique de Khun Chang, Khun Phèn (ou Khun Chang, Khun Phaen ; thaï : ขุนช้างขุนแผน) en français est la plus aboutie, la plus étudiée et la plus célèbre.

## Biographie
En 1915, Jit-Kasem naît à Bangkok.
En 1941, à l'âge de 26 ans, elle commence sa carrière d'enseignante de littérature et civilisation française à l'université  Chulalongkorn de Bangkok.
De 1951 à 1954, elle vit à Paris, donne des cours sur la littérature thaïe à la Sorbonne et prépare une thèse sur les "Coutumes de la vie siamoise d'après le poème populaire de Khun Chang, Khun Phèn". Elle reçoit, une première, le titre de "Dr es lettres" mention très honorable de l'université de Paris.
De 1959 à 1967, elle est embauchée comme fonctionnaire à l'Unesco et réside de nouveau à Paris.
À partir des années 1970, elle est de retour à Bangkok. Elle est alors de nouveau maître de conférence à l'université Chulalongkorn et elle enseigne aussi le français aux enfants de la famille royale de Thaïlande.
Elle meurt en décembre 2011.

## Œuvres traduites en français
Jit-Kasem Sibunruang a publié plus de 18  livres de contes et légendes, nouvelles et histoire de la littérature thaïe en français, anglais et thaï (en 1971).
On peut citer :
- Chapitre "Littérature siamoise" dans Histoire des littératures, Paris, Gallimard, 1955 (Encyclopédie de la Pléiade)
- "Khun Chang, Khun Phèn" La femme, le héros et le vilain. Poème populaire thaï, Presses Universitaires de France, Paris, 1960, 162 p.
- Contes et légendes de Thaïlande, Bangkok, Institut des études asiatiques, faculté des Sciences Politiques, université Chulalongkorn, Praepittaya, 1975, 231 p. Ce recueil contient les contes suivants : L’Alchimie (นวลใบตองเป็นทองคํา /Nuan Bai Tong Pen Thongkham) ; Les Quatre Énigmes ; Le Corbeau, le coucou et le hibou (กรรมเก่า ของกา / Kam Kao Khong Ka) ; Les Malheurs de Chuan ; Asni et Kokila ; Le fidèle Krachâp (เจ้าหญิงนกกระจาบ / พระสรรพสิทธิ์ / Chao Ying Nok Krachap /Phra Sapphasit) ; La Princesse qui refuse de parler aux hommes (เจ้าหญิงนกกระจาบ / พระสรรพสิทธิ์ /[Chao Ying Nok Krachap /Phra Sapphasit) ; Le Tigre et le Veau (เสือโค / หลวิชัย คาวี  /Suea Kho/ Honwichai-Khawi) ; Les Yeux des douze reines (นางสิบสอง / Nang Sipsong) ; Fleur d’or (นางพิกุลทอง / Nang Phikun) Kinnarie ou la femme-oiseau (พระสุธน-มโนห์รา ("ปัญญาสชาดก" ou "สุธนชาดก) / Phra Suthon-Manora (Pannyat Chadok ou Suthon Chadok) ; Le Morceau de teck (ไชยเชษฐ์ / Chaiyachet) ; Le Doigt en diamant (รามเกียรติ์ ตอน นารายณ์ปราบนนทก / Ramakian Ton Narai Prap Nonthok) ; Le Gobie d’or (ปลาบู่ทอง / Pla Bu Thong) ; Le Prince de la conque d’or (สังข์ทอง / Sang Thong)
- Wessandorn, le prince charitable, Praeppittaya, 1976, 71 p.
- Florilège de la littérature thaïlandaise, 1988, publication réalisée avec le concours du ministère français des Affaires culturelles, constituée en particulier de 6 extraits du "Khun Chang, Khun Phèn" (1960) de Mme J. Kasem Sibunruangen, en thaïlandais puis traduit en français : Demande en mariage (สู่ขอ / Su Kho] ; Maladie (ป่วย / Puai) ; Cérémonie du tham khwan duan (ทําขวัญเดือน / Tham Khwan Duean) ; La mort (พิธีศพ  / Phithi Sop) ; Ordination (บวช / Buat) ; Le mariage (แต่งงาน / Taeng Ngan) ; Konjuk (โกนจุก / Kon Chuk)[6]

## Distinctions
Elle est nommée par le ministère de l’Éducation nationale français Officier de l'Ordre des palmes académiques en 1968 puis Commandeur en 1974. (sources : 4ème de couverture de "Contes et légendes de Thaïlande" et "Thai Folk-Tales")